# Michael Chandler
Michael Chandler Jr., född 24 april 1986 i High Ridge, är en amerikansk MMA-utövare som sedan 2020 tävlar i organisationen UFC.

## Karriär

### Bellator
Mellan juni 2016 och juni 2017 var Chandler organisationens mästare i lättvikt. Chandler var även organisationens mästare i samma viktklass 2011–2013 innan han förlorade titeln efter en förlust på poäng mot Eddie Alvarez.
Efter att han vunnit returmatchen mot Benson Henderson vid Bellator 243 rapporterades det att Chandler inte längre var kontraktsbunden till Bellator utan fri att gå matcher var han ville. En så kallad free agent.

### UFC
Den 17 september lät mmafighting.com meddela att Chandler skrivit på för UFC. Han första officiella åtagande skulle vara att stå som reserv i Chabib vs. Gaethje vid UFC 254 den 24 oktober 2020.
Debuten stod vid UFC 257 när han som delad huvudmatch mötte Dan Hooker. En match Chandler vann övertygande via TKO i första ronden. En vinst som även gav honom en Performance of the Night-bonus.